# Gamasomorpha inclusa
Gamasomorpha inclusa là một loài nhện trong họ Oonopidae.
Loài này thuộc chi Gamasomorpha. Gamasomorpha inclusa được Tord Tamerlan Teodor Thorell miêu tả năm 1887.